# Moto E6
El Moto E6 es la sexta generación de la familia de teléfonos inteligentes Android Moto E de gama baja desarrollada por Motorola Mobility.

## Comparación
|                                   | E6                                        | E6 play                 | E6i                                               | E6s                                | E6 plus                            |
| --------------------------------- | ----------------------------------------- | ----------------------- | ------------------------------------------------- | ---------------------------------- | ---------------------------------- |
| Número de modelo                  | XT2005-1 XT2005-3 XT2005DL                | XT2029 XT2029-1         | XT2053-5                                          | XT2053-2                           | XT2025-2                           |
| Fecha de lanzamiento              | Agosto 2019                               | noviembre 2019          | febrero 2021                                      | abril 2020                         | septiembre 2019                    |
| Almacenamiento interno            | 16 GB                                     | 32 GB                   | 32 GB                                             | 32 o 64 GB                         | 32 o 64 GB                         |
| almacenamiento Tarjeta de memoria | microSDXC                                 | microSDXC               | microSDXC                                         | microSDXC                          | microSDXC                          |
| Memoria                           | 2 GB                                      | 2 GB                    | 2 GB                                              | 2 o 4 GB                           | 2 o 4 GB                           |
| Pantalla                          | 5.5', LCD IPS, 1440x720                   | 5.5', LCD IPS, 1440x720 | 6.1', LCD IPS, 1560x720                           | 6.1', LCD IPS, 1560x720            | 6.1', LCD IPS, 1560x720            |
| Soc                               | Qualcomm Snapdragon 435                   | MediaTek MT6739         | Unisoc SC9863A                                    | MediaTek Helio P22                 | MediaTek Helio P22                 |
| CPU                               | 8x 1.4 GHz Cortex-A53                     | 4x 1,5 GHz Cortex-A53   | 4 Cortex-A55 de 1,6 GHz y 4 Cortex-A55 de 1,2 GHz | 8x 2,0 GHz Cortex-A53              | 8x 2,0 GHz Cortex-A53              |
| GPU                               | Adreno 505                                | PowerVR GE8100          | IMG8322                                           | PowerVR GE8320                     | PowerVR GE8320                     |
| Sistema operativo                 | Android Pie                               | Android Pie             | Android 10 ('Edición Go')                         | Android Pie                        | Android Pie                        |
| Cámara trasera                    | 13 MP (ancho)                             | 13 MP (ancho)           | 13 MP (ancho) + 2 MP (profundidad)                | 13 MP (ancho) + 2 MP (profundidad) | 13 MP (ancho) + 2 MP (profundidad) |
| Cámara frontal                    | 5 MP                                      | 5 MP                    | 5 MP                                              | 5 MP                               | 8 MP                               |
| Redes                             | 4G LTE, CDMA/EVDO Rev. A, HSPA+, GSM/EDGE | 4G LTE, HSPA+, GSM/EDGE | 4G LTE, HSPA+, GSM/EDGE                           | 4G LTE, HSPA+, GSM/EDGE            | 4G LTE, HSPA+, GSM/EDGE            |
| Sensor de huellas dactilares      | Montaje trasero                           | Montaje trasero         | Montaje trasero                                   | Montaje trasero                    | Montaje trasero                    |
| Batería                           | 3000 mAh (extraíble)                      | 3000 mAh (no extraíble) | 3000 mAh (extraíble)                              | 3000 mAh (extraíble)               | 3000 mAh (extraíble)               |
| USB                               | microUSB 2.0                              | microUSB 2.0            | microUSB 2.0                                      | microUSB 2.0                       | microUSB 2.0                       |
| Dimensiones                       | 5,9 x 2,80,3 plg                          | 5,8 x 2,80,3 plg        | 6,1 x 2,90,3 plg                                  | 6,1 x 2,90,3 plg                   | 6,1 x 2,90,3 plg                   |
| Peso                              | 159 gramos (5,6 oz)                       | 140 gramos (4,9 oz)     | 160 gramos (5,6 oz)                               | 160 gramos (5,6 oz)                | 149,7 gramos (5,3 oz)              |